# Gymnanthes lucida
Gymnanthes lucida es una especie de planta fanerógama perteneciente a la familia de las euforbiáceas. En Cuba se la denomina aceitero o aceitillo.

## Distribución
Es nativa del sur de la Florida en Estados Unidos, las Bahamas, el Caribe, México y América Central. Se trata de un árbol que alcanza una altura de 6,1 m.

## Descripción
Es un arbusto o árbol que alcanza un tamaño de hasta 10 m de altura, las ramas grisáceas; con pecíolo de 6-15 mm; las hojas de oblongo-obovadas a oblongo-oblanceoladas, de obtusas a estrechadas en un ápice obtuso, de obtusas a estrechas en la base, de 5-14 cm de largo y de 2.5-4 cm de ancho, brillantes, subenteras o a menudo glandular-aserradas; espigas de unos 3 cm, andróginas, rojizas o amarillentas; 1 sépalo masculino; 2-5 estambres; ovario sobre un ginoforo; pedicelo fructífero de 1.5-2 cm; cápsula de 7 mm; semillas negruzcas de 4-5 mm.

## Taxonomía
Gymnanthes lucida fue descrita por Olof Swartz y publicado en Nova Genera et Species Plantarum seu Prodromus 96. 1788.
Sinonimia
- Ateramnus lucidus (Sw.) Rothm.
- Excoecaria lucida (Sw.) Sw.
- Sebastiania lucida (Sw.) Müll.Arg.[6]

## Nombre común
- En Cuba: aite, haití, yaití.[4]